# Базилдън
Ба̀зилдън (на английски: Basildon) е град, намиращ се в церемониално графство Есекс, Англия. Определен е за един от „Новите градове в Англия“ след Втората световна война през 1948 г. Базилдън е съставен от сливането на четири села. Това са Питси, Лейндън, Базилдън и Вандж.
Разположен е в Севернотемзенската долина.

## История
Първото споменаване на Базилдън в световната история е отбелязано през 1086 г. Споменаването му е в Книгата на страшния съд като Белесдън.

## Транспорт
Повечето жители на града пътуват към Лондон и обратно. Поради тази причина автобустият и железопътният транспорт са развити отлично. В града има три жп гари: Питси, Базилдън и Лейндън.

## Личности
Родени
- Фреди Истуд (р. 1983), уелски футболист
- Андрю Флечър (р. 1961), Английски музикант
- Винс Кларк (р. 1960), Английски музикант
- Стюърт Бингам (р. 1976),

Играч по снукър – св.шампион за 2015 година

## Побратимени градове
- Хайлигенхаус, Германия[5]
- Мо, Франция[5]